# 吉岡忠一
吉岡 忠一（よしおか ただかず、1908年5月14日 - 2000年9月5日）は、日本の海軍軍人。海軍兵学校57期。海軍大学校卒。横須賀海軍航空隊で爆撃雷撃の研究、高雄海軍航空隊隊長、第一航空艦隊、第三艦隊航空参謀を経て第26航空戦隊司令部先任参謀として終戦。最終階級は海軍中佐。旧姓は大杉。
真珠湾攻撃に、第一航空艦隊航空参謀として参加。その奇襲成功を伝える暗号電文「トラトラトラ」(我れ奇襲に成功せり)を小野寛治郎通信参謀と二人で発案した。
ちなみに、実際にこれを打電した突撃飛行隊長の淵田美津雄は、当時誰もが奇襲攻撃を危ぶんでいた中で、その成功電文が「虎」の連打と知り、縁起が最高だと喜んだと言う。

## 経歴
1908年5月14日、静岡県浜松市に父・大杉喜三郎の五男として生まれる。兄に大杉守一海軍中将がいる。後に海軍機関中将吉岡保貞の養子となった。浜松一中を経て、1926年4月9日、海軍兵学校57期に入校。
- 1929年3月27日、恩賜の成績で卒業。[2]
- 1930年12月、少尉。
- 1932年12月、中尉。
- 1932年（昭和7年）12月、第23期飛行学生を拝命、1933年7月、卒業。
- 1934年11月、衣笠分隊長
- 1935年10月、横空付。11月、大尉。
- 1936年11月、練習航空隊高等科学生。
- 1937年7月、鹿屋空分隊長。
- 1938年8月、横空付。
- 1939年7月、大杉を吉岡に改姓。[3]
- 1939年10月、高雄空飛行隊長。
- 1940年、海軍少佐。
- 1941年5月、第23航空戦隊参謀。
- 1941年9月、第一航空艦隊乙航空参謀に着任。

- 1941年12月、真珠湾攻撃に参加。

真珠湾攻撃で吉岡は、第一航空艦隊航空参謀として参加。作戦は、戦艦4隻が大破着底、戦艦2隻が大・中破するなどアメリカ太平洋艦隊を行動不能とする大戦果をあげた。
　この開戦劈頭の奇襲攻撃は、国民に爽快感と高揚感をもって受け入れられた。アジアを植民地支配していた欧米の白色人種に対し、唯一日本が敢然として戦いを挑むという大義に熱狂したからである。

　その後も第一航空艦隊はニューギニア、オーストラリア、インド洋と連戦連勝した。
なお、真珠湾攻撃直前の10月2日、吉岡は、直属上司である草鹿龍之介（第一航空艦隊参謀長）と大西瀧治郎（第十一航空艦隊参謀長）、源田実（同参謀）の3人と共に、両艦隊司令長官（南雲忠一、塚原二四三）の意を持って、柱島碇泊中の長門を訪ね、山本五十六連合艦隊司令長官に対し「本作戦の中止」を進言している。
「開戦を告げる奇襲攻撃（スネークアタック）は米国世論の硬化を招き、将来的な講和交渉が不可能になる」というものだったが、山本は「君等がやらないなら、儂が行く」と機動部隊首脳よる最後の注進を断固として受け入れなかったという。
　結局、この一方的な開戦奇襲攻撃に激怒した米国民は、それまでの戦争不介入の方針（モンロー主義）を脱ぎ去り、山本が企図した戦意消失による早期講和どころか、より一層の団結と挙国一致による戦時体制を強める結果となり、最後まで戦意を消失することなく勝利を迎えている。
　また、当時、対ドイツ戦争で危機的状況に陥っていた英国チャーチル首相、日中戦争で首都南京から撤退していた蒋介石は、この奇襲攻撃により米国の参戦が確実となるため、「この戦争（自国）の勝利を確信した」と言われている。
- 1942年6月、ミッドウェー作戦に参加。

第一航空艦隊は、連合艦隊司令部が敵情を把握し、米機動部隊の動向は機を逸せず一航艦に通報するように依頼し、重要な作戦転換は連合艦隊司令部から第一航空艦隊に発せられることになっていた。
しかし、連合艦隊司令部は付近に敵空母の疑いを感じ、情勢が緊迫してきたと判断しながらも、甘い状況判断の放送を東京から全部隊に流したまま放置し、情勢が急速に緊迫してきたことを示す様々な重要情報を麾下に知らせなかった。
そのため、吉岡らは敵潜水艦に発見された情報も知らされず、その後の敵の緊急信号増加等の活発化が、何を意味するのか判断がつかず、敵がこちらの作戦企図を察知しておらず、敵空母はハワイにあるものとして行動することになった。
作戦当日の索敵計画は吉岡が立案したが、発進が遅れる索敵機もあり、敵機動部隊の発見が遅れて混乱を生んだ。戦後、吉岡は「当時攻略作戦中敵艦隊が出現することは、ほとんど考えていなかった。そのため、索敵は厳重にするのがよいことはわかっていたが、索敵には艦攻を使わなければならないので、攻撃兵力が減ることとなり、惜しくて索敵にさけなかった。全く情況判断の甘さが原因である」「もっと密度の濃い索敵をするべきだった」と語っている。。（実際の索敵には、重巡洋艦搭載の水上偵察機（空母搭載機より速力は劣る）が使用された。テスト中だった彗星試作機の偵察改造機も空母には搭載されていたが、初動の索敵には使用されなかった。）
敵艦隊が発見された際に、陸用爆弾を装備した攻撃隊の即時発進を二航戦司令官山口多聞が一航艦司令部に意見具申したが、一航艦司令部は攻撃隊の収容を優先させた。吉岡は「いままでの防空戦闘の成果からみて、敵機の来襲は艦戦で防御できると漠然と判断していた。また敵空母までの距離はまだ遠いので、次の来襲はミッドウェーの航空兵力であろうが、それにはまだ相当の時間的余裕があると判断した。さらに攻撃は大兵力を集中して行なう方が戦果も大きく損害も少ないので、若干攻撃隊の発進を遅らせても、大兵力が整うのを待つ方が有利であると考えた。この決定は司令部内では問題もなく簡単に決まった」と語っている。
ミッドウェー海戦は、四空母を喪失する敗北に終わった。
海戦後の1942年7月14日、第三艦隊が一航艦の代わりに編制され、南雲忠一中将と草鹿龍之介少将以外の一航艦司令部の幕僚は全て交代したが、吉岡はミッドウェー海戦の事後処理要員として南雲司令部にしばらくとどまり、同日付で第三艦隊参謀に着任した。
秘密裏にミッドウェー海戦における一航艦の戦闘詳報を作成をした。吉岡によれば、資料がないので、第3戦隊、第8戦隊、第10戦隊の資料を使ったという。機密保持のために秘密裏に行われたので食い違いもあるだろうが、電文などは正しいという。ただし、戦後残されている戦闘詳報は、吉岡参謀が作成した戦闘詳報から功績調査用に書き直されたもので吉岡参謀の作成したものは残されていない。
- 1942年11月15日、横須賀航空隊飛行隊長に着任。

- 1943年7月1日海軍大学校甲種学生39期に入学、1944年3月4日首席で卒業。

- 1944年2月、第26航空戦隊首席参謀。1944年7月、第一航空艦隊参謀を兼務。

- 1944年10月、中佐に昇進。
- 1944年10月19日、夕刻マバラカット飛行場第201海軍航空隊本部で第一航空艦隊長官に内定した大西瀧治郎中将のもとで開かれた会議に召集された。大西は「米軍空母を1週間位使用不能にし捷一号作戦を成功させるため零戦に250㎏爆弾を抱かせて体当たりをやるほかに確実な攻撃法はないと思うがどうだろう」と神風特別攻撃隊を提案した。吉岡はこの案を聞き、これしかない、今まで探していたものはこれだと賛成したという[16]。その後、神風特攻隊が実現すると航空参謀として特攻を推進した。

海兵学校出身の敷島隊隊長関行男大尉が特攻第1号として大々的に発表され、それ以前に未帰還となっていた予備学生出身の大和隊隊長久納好孚中尉が遅れて発表されており、*1975年8月、これについて尋ねられた吉岡は「中島正少佐の報告が遅れたから」と答えたが、第一航空艦隊は久納機未帰還の電報を当時受けており、これについて確認されると「なにげない言葉のあやでそう答えた」と言った。
吉岡によれば「久納大尉の出撃は天候が悪く到達できず山か海に落ちたと想像するしかなかった」「編成の際に指揮官として関大尉を指名した時から関が1号であり、順番がどうであれそれに変わりはないと見るべき」という。
なお、久納中尉ひきいる大和隊は3機で出撃し、そのうち2機が天候不良で引き返したため、戦果を確認する者も、さらには突入電信もなかったこともあって、未帰還となった久納中尉の戦果は現在も確認できていない。しかし、｢本人の特攻に対する熱意と性情より判断し、不良なる天候を冒し克く敵を求め体当り攻撃を決行せるものと推定｣とされ、後日特攻戦死として全軍布告（布告第71号）されている。
- 1945年1月、横須賀鎮守府附。

- 1945年8月15日、ルソン島での捕虜として終戦を迎えた。12月、予備役。

- 1947年11月28日、公職追放仮指定[21]。

- 1951年2月、吉岡は兵庫県神戸市に吉岡商会（後の吉岡興業株式会社）を創業[22]。工具・鋼材の販売を開始。
- 2000年9月5日、肺炎のため死去[1]。